# Портро

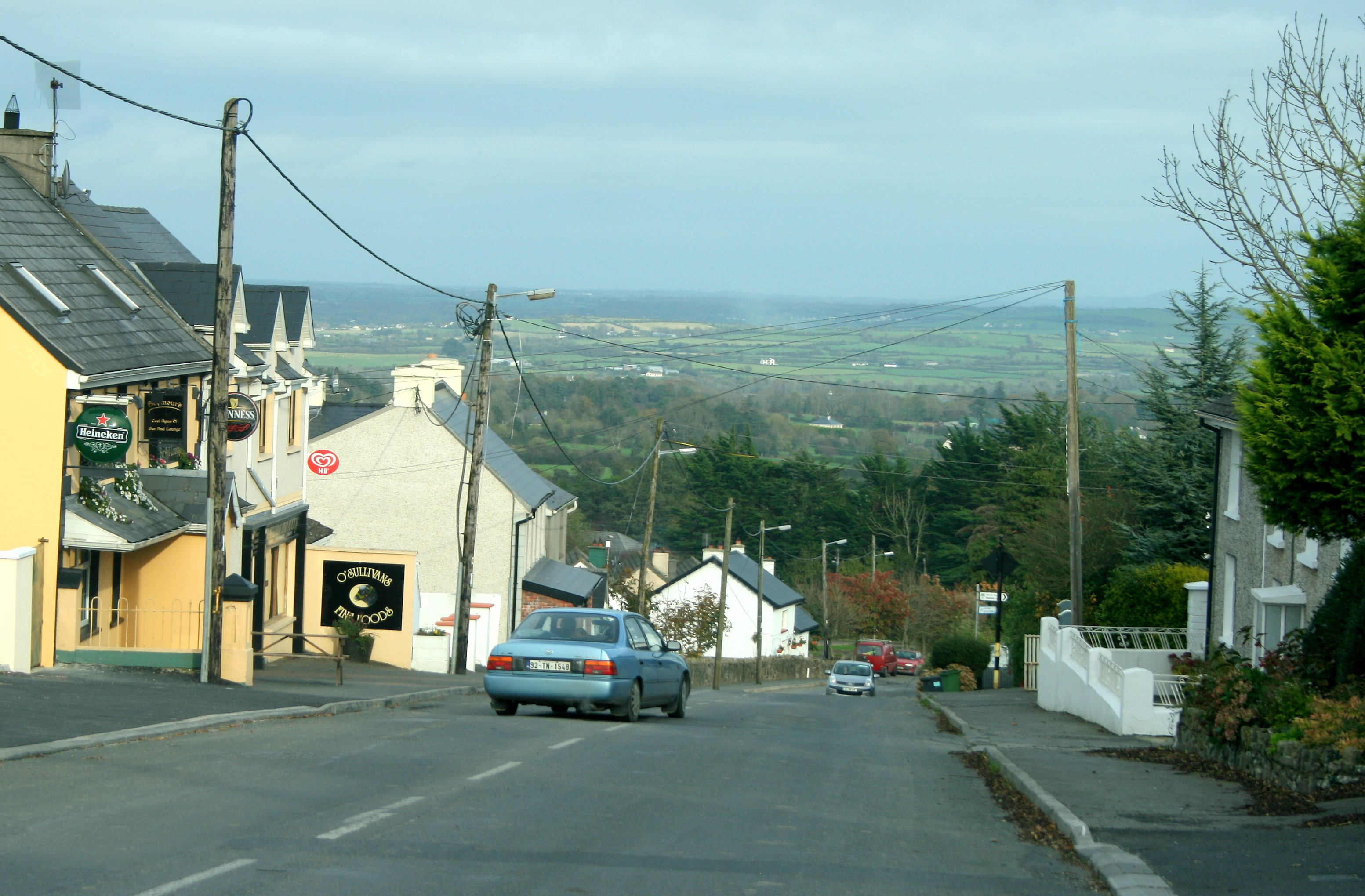
Портро

Портро (англ. Portroe; ирл. An Port Rua, «красный порт») — деревня в Ирландии, находится в графстве Северный Типперэри (провинция Манстер) у трассы R494.

## Демография
Население — 454 человека (по переписи 2006 года). В 2002 году население составляло 401 человек.
Данные переписи 2006 года:
| Общие демографические показатели |               |                               |                               |      |      |
| Всё население                    | Всё население | Изменения населения 2002—2006 | Изменения населения 2002—2006 | 2006 | 2006 |
| 2002                             | 2006          | чел.                          | %                             | муж. | жен. |
| 401                              | 454           | 53                            | 13,2                          | 206  | 248  |